# Jean-François Mollard
Jean-François Mollard (Albens, 18 agosto 1795 – Torino, 21 novembre 1864) è stato un militare francese.

## Biografia
Di famiglia della piccola borghesia transalpina, si arruolò nel 1815 nel reggimento Guardie del Corpo del Re e nel 1818 sottotenente d’ordinanza nella Brigata Savoia. Nel 1828 fu promosso capitano nella medesima brigata sino ad ottenere la promozione a maggiore nel 1846 nel 2º reggimento Savoia.
Allo scoppio della guerra contro l’Austria, il Mollard era colonnello del medesimo reggimento. Si distinse nei combattimenti della traversata del Mincio, a Pastrengo (30 aprile) e a Santa Lucia (6 maggio). Il 23 luglio, a causa del ferimento e della cattura del generale di brigata d’Aviernoz, egli venne promosso maggior generale della Brigata Savoia. In qualità di generale guidò, dopo Custoza (23-25 luglio), l’attacco di De Sonnaz e Mario Broglia di Casalborgone su Volta: quivi il Mollard si diresse con i savoiardi verso le posizioni austriache occidentali del paese ingaggiando un combattimento casa per casa in una condizione di netta inferiorità numerica e principalmente al buio giacché l’attacco fu sferrato di notte. Siccome gli austriaci ripresero l’offensiva con vigore anche grazie ai rinforzi richiesti dal D’Aspre e, da parte piemontese, il La Regina e il 17° ritardavano a giungere, il Mollard dovette ordinare la ritirata, che si svolse senza grosse perdite e in relativa tranquillità. Grazie a questa sua abilità nel comando egli ricevette la medaglia d’oro al valore militare.
Conclusa la prima parte del conflitto, nel 1849 fu agli ordini del divisionario Bes nel difendere Vigevano con la Brigata Savoia. Infatti, mentre il fratello Marie-Philibert, si trovava alla Sforzesca, egli dovette difendere la strada che porta a Vigevano presso la roggia Nuova: qui, insieme al Genova Cavalleria, riuscì a mantenere il campo respingendo le colonne austriache. Nello stesso anno venne nominato maggior generale della Brigata Savoia.
Con il termine della guerra e la seguente pace fra il Piemonte e l’Impero, il Mollard fece marcia su Genova con la su brigata ove rimase sino al 1854, anno in cui andò nella riserva.